# Schlagstempel

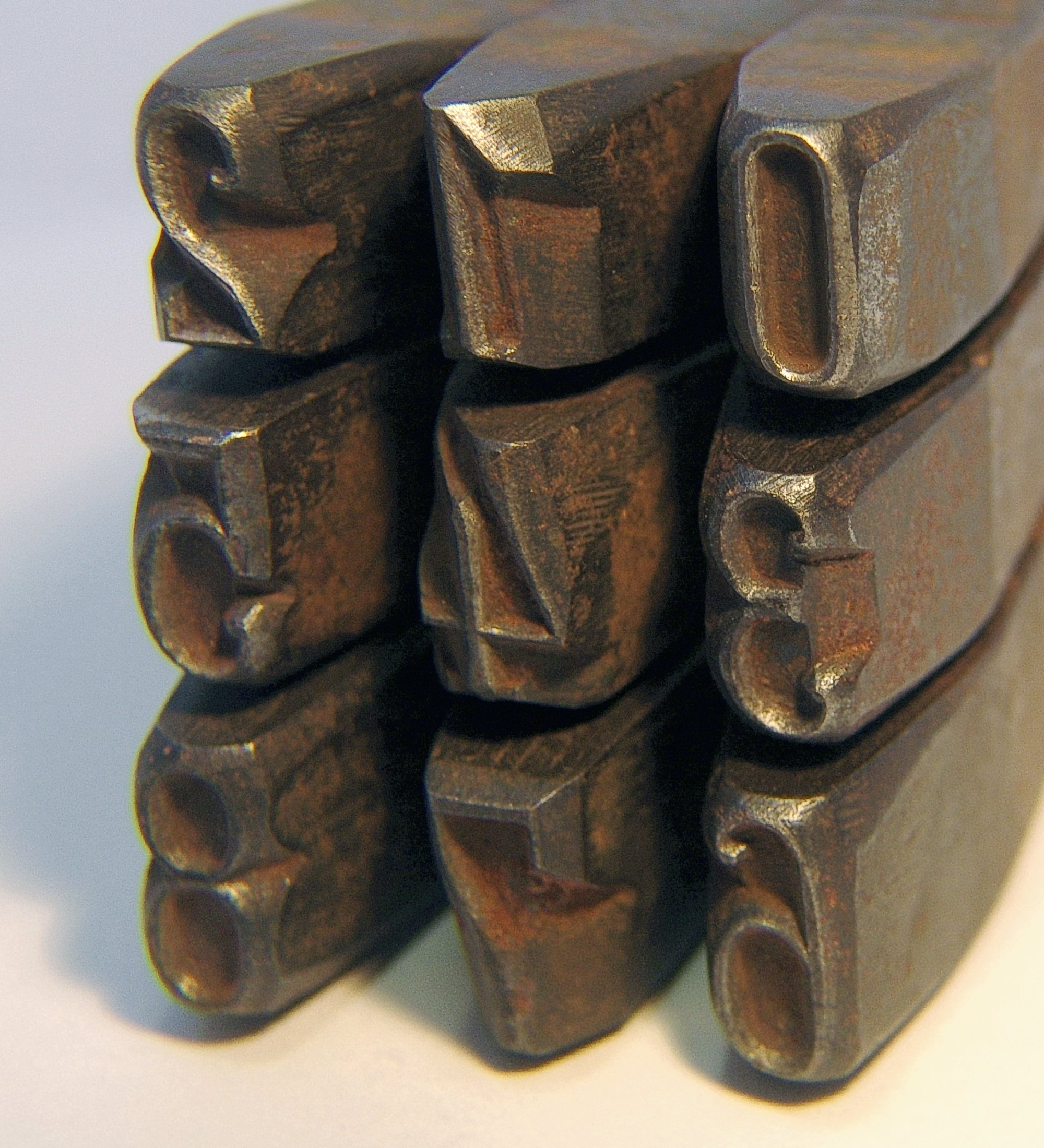
Schlagstempelsatz 0–9 (6=9 bei Drehung um 180°)

Schlagstempel sind Stempel aus Werkzeugstahl, mit denen einzelne Buchstaben und Ziffern sowie Bilder, Symbole und Logos mit Hilfe eines Hammers in Werkstoffe wie z. B. Metall oder Leder oder in die Haut lebender Tiere eingeprägt werden können. An einem Ende der in der Regel länglichen und im Querschnitt quadratischen Stempel befindet sich das einzuprägende Zeichen/Motiv spiegelverkehrt als Relief.

## Anwendung
Eine typische Anwendung für Schlagstempel sind eingeschlagene Seriennummern in Fahrzeugteilen. Oft werden mittels Schlagstempeln auch Firmenlogos oder Produktionsdaten in Produkte geprägt. Eingeschlagene Nummern sind fälschungssicherer als Typenschilder. Das Material wird durch den Schlag punktuell verdichtet. Selbst wenn die Nummer mechanisch entfernt wird, lässt sie sich oft chemisch wieder sichtbar machen, da verdichtetes Metall z. B. anders auf bestimmte Säuren reagiert. Spröde Werkstoffe und solche, die nur eine geringe plastische Umformung erlauben, neigen beim Stempeln zur Rissbildung und sind somit schadhaft. In der Schweinehaltung werden Schlagstempel zur Kennzeichnung von Schlachtvieh eingesetzt. Nach § 5 des deutschen Tierschutzgesetzes ist dafür keine schmerzstillende Betäubung erforderlich. Schlagstempel zur Kennzeichnung von Schlachtschweinen sind allerdings nur eine farbliche Kodierung des Tieres ähnlich einer Tätowierung.

## Set
Meist werden Schlagzahlen in einem Set mit 36 Stiften angeboten, welches die Buchstaben von A–Z, das Sonderzeichen "&" und die Ziffern von 0–8 (6=9 bei Drehung um 180°) enthält. Sonderzeichen wie ä, ö und ü oder das ß müssen meist extra beschafft werden.
Ein Dezimalpunkt kann mit einem Körner hergestellt werden, Binde- und Schrägstrich, Plus und Minus gelingen auch mit kleinen Flachmeißeln.
Kostengünstig sind die 3x3=9er-Box Schlagzahlen und die 5x5=25er-Box Schlagbuchstaben (Ohne "O", das durch die Ziffer Null ersetzt wird.)

## Schriftbild
Der Umgang mit dem Schlagstempel erfordert viel Übung, um ein gleichmäßiges Schriftbild zu erreichen. Häufig sind die Zeichen verdreht, nicht auf einer Linie und die Prägetiefe schwankt innerhalb eines Zeichens durch nicht rechtwinkliges Ansetzen des Stempels oder innerhalb eines Schriftzuges durch unterschiedliche Schlagkraft. Auch das Einhalten der Abstände zueinander ist äußerst schwierig. Der nach oben gedrückte Werkstoff wird mit einer Feile oder mit Schleif-/Schmirgelpapier entfernt.
Der Einsatz von Schleif-/Schmirgelpapier hat den Vorteil, dass das Material langsamer und somit gleichmäßiger abgetragen werden kann.

## Bilder

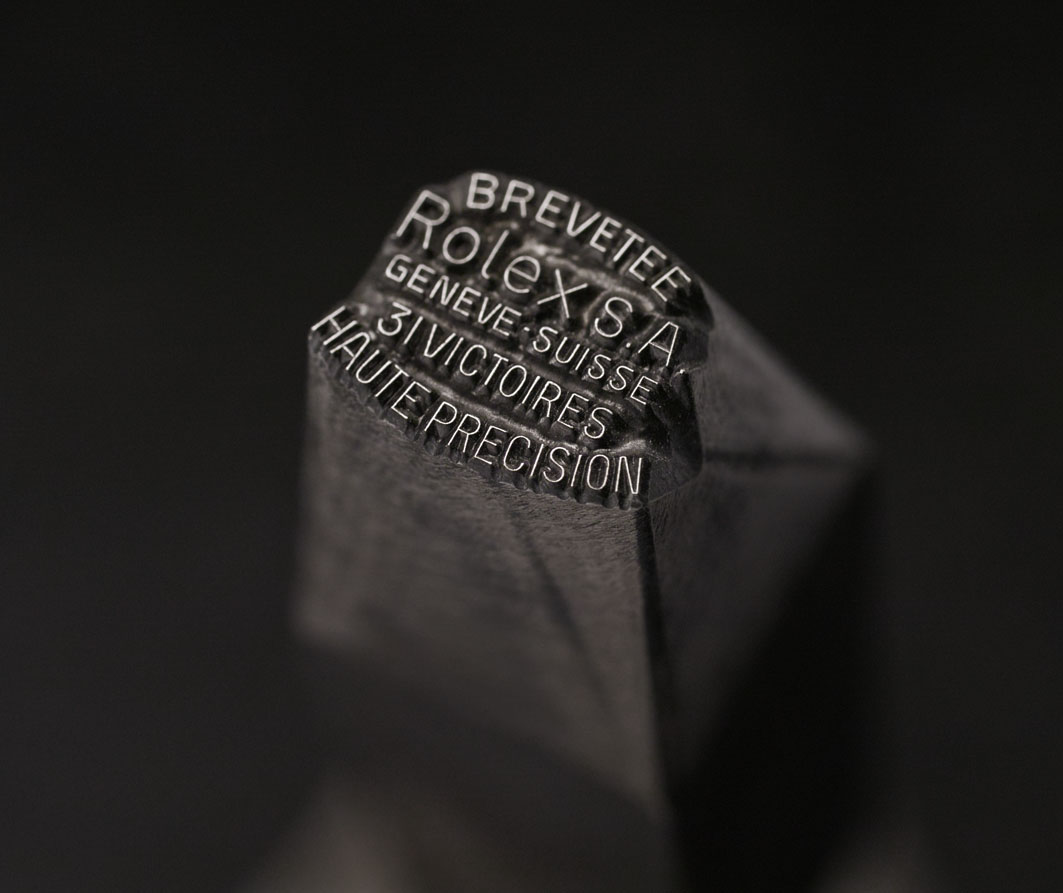
Schlagstempel zum Prägen eines Uhrengehäusedeckels
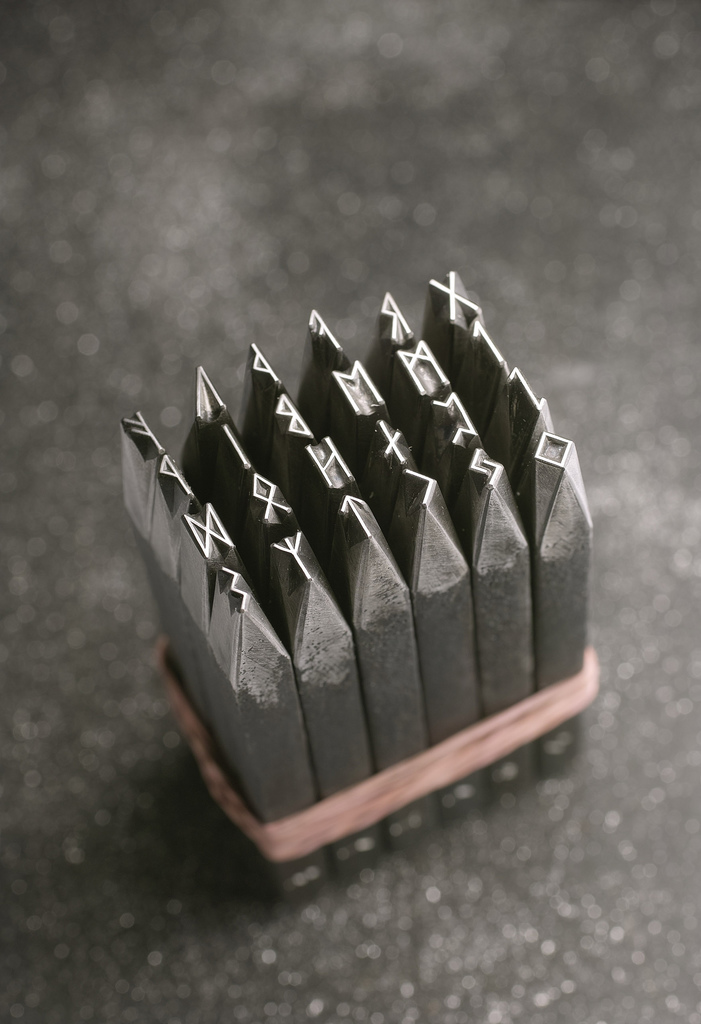
Älteres Futhark
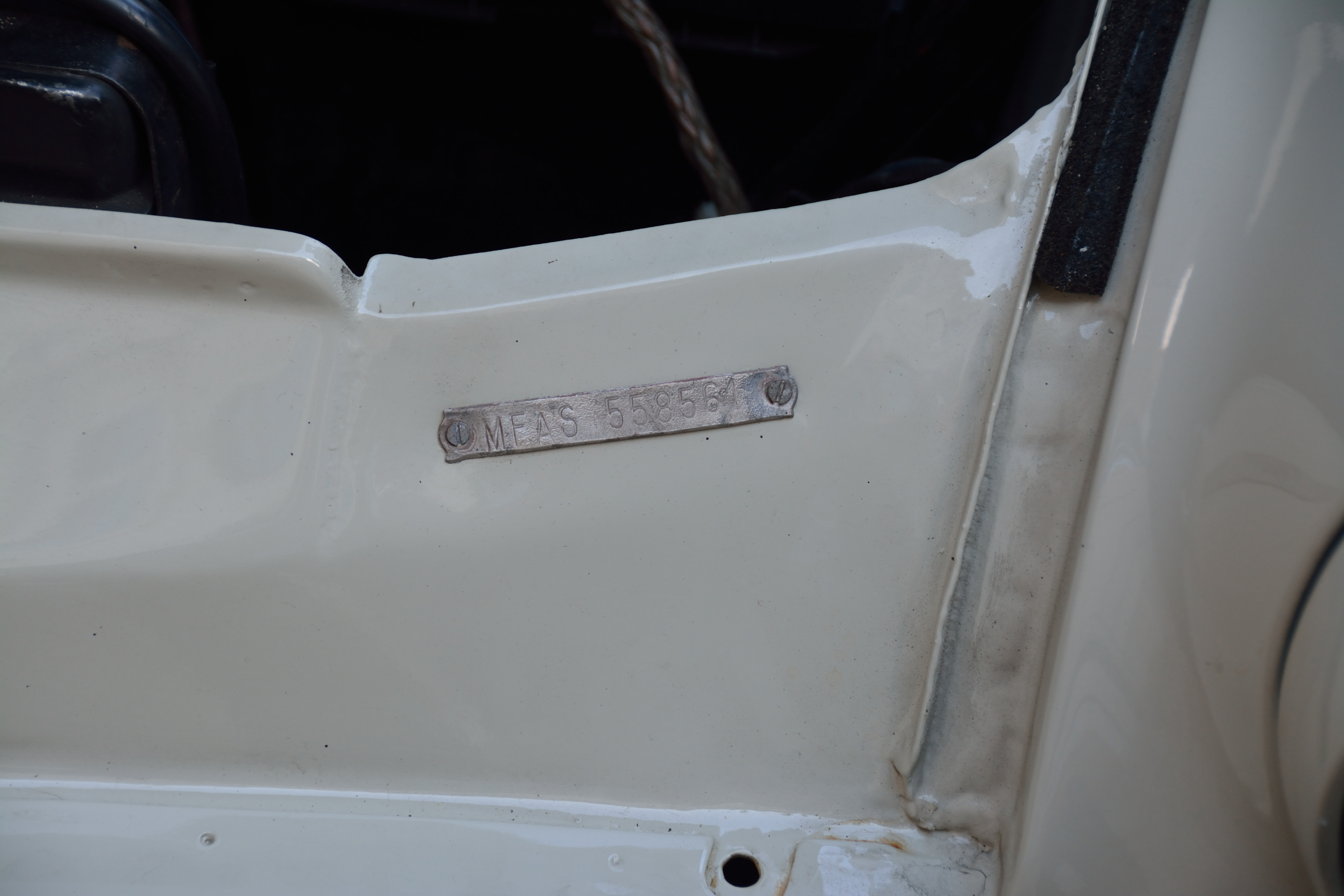
Seriennummer an einem Minx